# ایلیونورا آبانیاتو
ایلیونورا آبانیاتو (ایتالیایی: Eleonora Abbagnato؛ زادهٔ ۳۰ ژوئن ۱۹۷۸) یک رقصنده باله، مدل و هنرپیشه اهل ایتالیا است.
او در سال ۲۰۰۹ مجری جشنواره موسیقی سانرمو بود. همسر او فدریکو بالزارتی بازیکن فوتبال است.